# Altamira do Maranhão
Altamira do Maranhão es un municipio brasileño del estado de Maranhão. Según el censo IBGE del año 2010, la población era de 10211 habitantes.